# Teresa Nowak
Teresa Nowak, nazwisko panieńskie Gierczak, następnie Nikitin (ur. 29 kwietnia 1942 w Piotrkowie Trybunalskim, zm. 10 października 2024 w Sztokholmie) – polska lekkoatletka płotkarka, dwukrotna medalistka mistrzostw Europy, finalistka igrzysk olimpijskich w 1972 w Monachium.

## Życiorys
Specjalizowała się w 
biegu na 80 metrów przez płotki i biegu na 100 metrów przez płotki.
Zdobyła brązowy medal w biegu na 100 metrów przez płotki na mistrzostwach Europy w 1969 w Atenach (wyprzedziły ją tylko reprezentantki Niemieckiej Republiki Demokratycznej Karin Balzer i Bärbel Podeswa). Zajęła 4. miejsce w biegu na 60 metrów przez płotki na halowych mistrzostwach Europy w 1970 w Wiedniu. Zajęła 6. miejsce w biegu na 100 metrów przez płotki na mistrzostwach Europy w 1971 w Helsinkach. Odpadła w półfinale biegu na 50 metrów przez płotki na halowych mistrzostwach Europy w 1972 w Grenoble.
Zajęła 5. miejsce w finale biegu na 100 metrów przez płotki na igrzyskach olimpijskich w 1972 w Monachium, najlepsze z polskich zawodniczek (Danuta Straszyńska zajęła 6. miejsce, a Grażyna Rabsztyn 8. miejsce). Zdobyła brązowy medal; w biegu na 60 metrów przez płotki na halowych mistrzostwach Europy w 1973 w Rotterdamie, przegrywając jedynie z reprezentantką NRD Annelie Ehrhardt i Rumunką Valerią Bufanu. Na kolejnych halowych mistrzostwach Europy w 1974 w Göteborgu nie ukończyła biegu finałowego na tym dystansie.
Zdobyła brązowy medal w biegu na 100 metrów przez płotki na mistrzostwach Europy w 1974 w Rzymie, za zawodniczkami reprezentującymi NRD Annelie Ehrhardt i Anenrose Krumpholz. Odpadła w eliminacjach biegu na 60 metrów przez płotki na halowych mistrzostwach Europy w 1975 w Katowicach, a na halowych mistrzostwach Europy w 1976 w Monachium zajęła 5. miejsce w tej konkurencji.
Czterokrotnie zdobywała mistrzostwo Polski: w biegu na 80 metrów przez płotki i w sztafecie 4 × 100 metrów w 1967 oraz w biegu na 100 metrów przez plotki w 1969 i 1974. Była również wicemistrzynią Polski w biegu na 100 metrów przez płotki w 1970, 1971, 1972, 1973 i 1975 oraz brązową medalistką w biegu na 80 metrów przez płotki w 1965. W hali była wicemistrzynią Polski w biegu na 60 metrów przez płotki w 1973 i 1974 oraz brązową medalistką w 1975 i 1976.
Jedenaście razy poprawiała lub wyrównywała rekordy Polski na 80 i 100 metrów przez płotki od wyniku 13,8 s (17 maja 1970 w Rzymie) do czasu 12,5 s (22 czerwca 1974 w Warszawie).
Rekordy życiowe:
- Bieg na 100 metrów – 11,8 s (5 sierpnia 1971, Warszawa)
- Bieg na 200 metrów – 24,3 s (23 czerwca 1971, Warszawa)
- Bieg na 80 metrów przez płotki – 10,6 s (2 czerwca 1967, Warszawa)
- Bieg na 100 metrów przez płotki – 12,5 s (22 czerwca 1974, Warszawa) i 12,91 s (7 września 1974, Rzym),

Była zawodniczką Concordii Piotrków Trybunalski, Startu Łódź i Gwardii Warszawa. Jej trenerem i pierwszym mężem był Sławomir Nowak.
W 1977 poślubiła lekkoatletę Lecha Nikitina, z którym od 1978 mieszkała w Szwecji. Ich syn, Thomas Nikitin był reprezentantem Szwecji w lekkoatletyce.